# Magnete

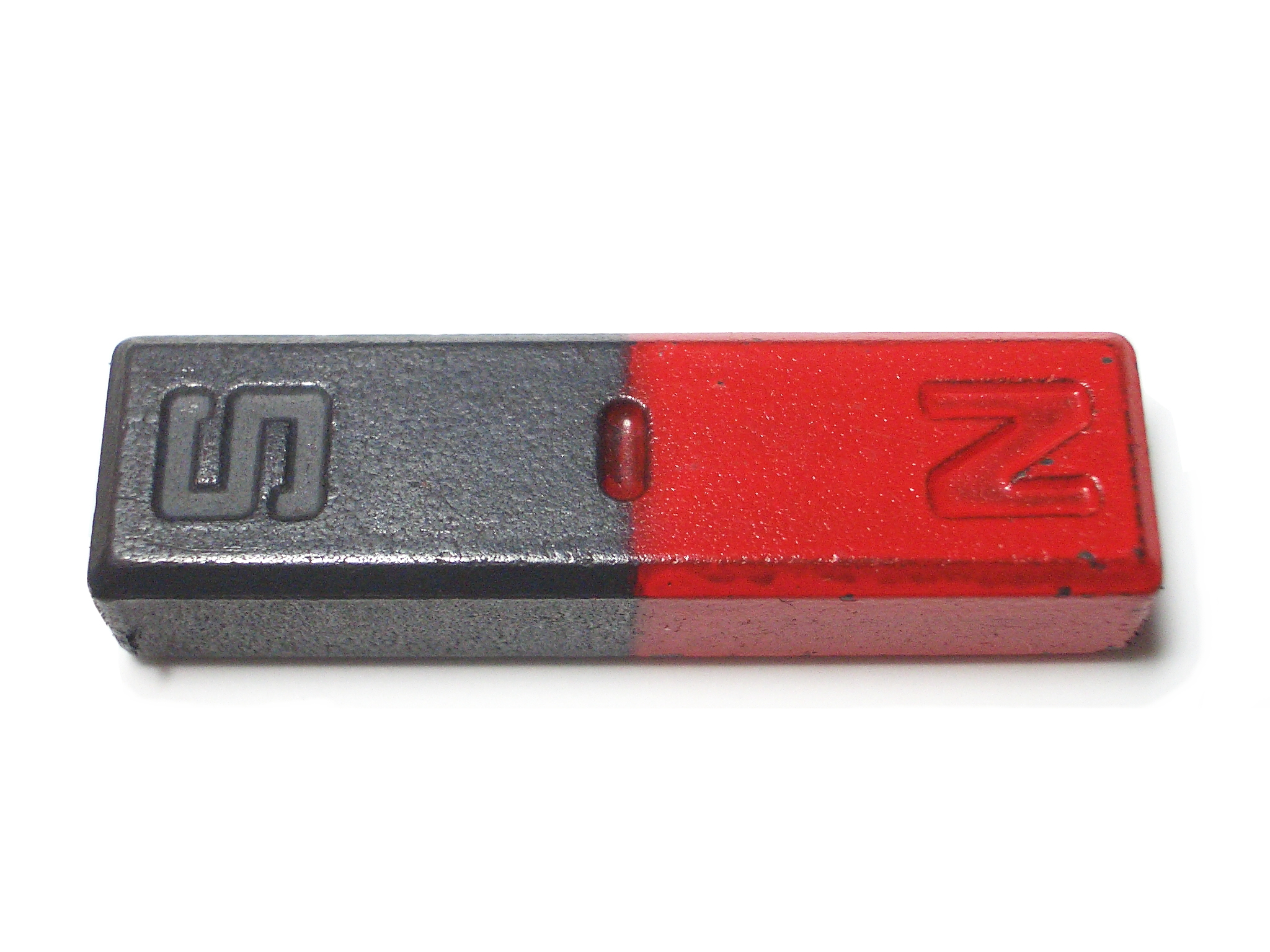
Barretta magnetica

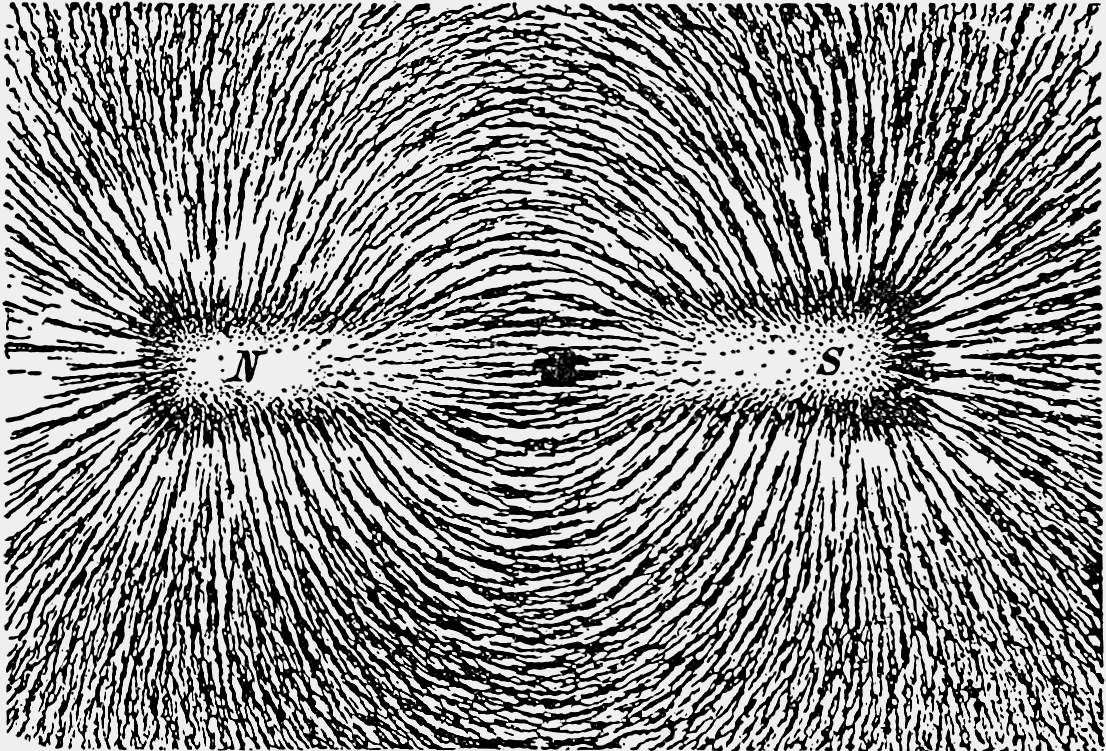
Limatura di ferro orientata secondo le linee del campo magnetico generato da una barra magnetica

Un magnete (o calamita) è un corpo che genera un campo magnetico. Il nome deriva dal greco μαγνήτης λίθος (magnétes líthos), cioè "pietra di Magnesia", dal nome di una località dell'Asia Minore, nota sin dall'antichità per gli ingenti depositi di magnetite. Un campo magnetico è invisibile all'occhio umano, ma i suoi effetti sono ben noti, potendo spostare materiali ferromagnetici come il ferro e attrarre o respingere magneti.
Un magnete permanente è formato da un materiale ferromagnetico (soltanto alcuni) che è stato magnetizzato e crea un proprio campo magnetico. I materiali che possono essere magnetizzati sono anche quelli fortemente attratti da una calamita, e sono chiamati ferromagnetici (e ferrimagnetici); questi includono ferro, nichel, cobalto, alcune leghe di terre rare e alcuni minerali naturali come la magnetite. Anche se i materiali ferromagnetici (e ferrimagnetici) sono gli unici attratti da una calamita così intensamente da essere comunemente considerati "magnetici", tutte le sostanze rispondono debolmente a un campo magnetico, attraverso uno dei numerosi tipi di magnetismo.
I materiali ferromagnetici possono essere suddivisi in materiali magneticamente "morbidi" (come ad esempio il ferro ricotto), che possono essere magnetizzati ma che tendono a non rimanere in tale stato, e materiali magneticamente "duri", che invece rimangono magnetici. I magneti permanenti sono costituiti da materiali ferromagnetici "duri" sottoposti durante la loro produzione a un trattamento speciale in un potente campo magnetico, che allinea la loro struttura microcristallina interna e li rende molto difficili da smagnetizzare. Per smagnetizzare un magnete di questo tipo, infatti, deve essere applicato un certo campo magnetico la cui intensità dipende dalla coercitività del materiale corrispondente; i materiali "duri" hanno alta coercitività, mentre quelli "morbidi" hanno bassa coercitività.
Un elettromagnete è costituito da una bobina di filo conduttore che agisce come un magnete quando una corrente elettrica passa attraverso di essa, ma che smette di essere una calamita quando la corrente si ferma. Spesso un elettromagnete è avvolto attorno a un nucleo di materiale ferromagnetico (per esempio l'acciaio) per aumentare il campo magnetico prodotto dalla bobina.
La forza complessiva di un magnete è misurata dal suo momento magnetico, o in alternativa dal flusso magnetico totale che produce. La forza locale del magnetismo in un materiale viene misurata dalla sua magnetizzazione.

## Caratteristiche dei magneti

### Il campo magnetico
Il campo magnetico (solitamente indicato con la lettera B) è un campo vettoriale caratterizzato da una direzione, ricavabile tramite l'utilizzo di una semplice bussola, da un verso e da un'intensità.
L'unità di misura SI del campo magnetico è il tesla (T) mentre l'unità di misura del flusso magnetico totale è il weber; 1 tesla è pari a 1 weber per metro quadro (un valore molto elevato del flusso magnetico).

### Il momento magnetico
Il momento magnetico (chiamato anche momento di dipolo magnetico e indicato dalla lettera greca μ) è un vettore che caratterizza le proprietà magnetiche di un corpo; in una barra magnetica, per esempio, il verso del momento magnetico è diretto dal polo sud al polo nord della barra e la sua intensità dipende dalla forza dei poli e dalla loro distanza.
Un magnete produce un campo magnetico ed è a sua volta influenzato dai campi magnetici. L'intensità del campo magnetico prodotto è proporzionale al momento magnetico, e anche il momento meccanico di cui il magnete risente, una volta posto in un campo magnetico esterno, è proporzionale a esso (oltre che all'intensità e alla direzione del campo esterno).
In unità del Sistema Internazionale, il momento magnetico è misurato in A·m2 (ampere per metro quadrato); ad esempio, una spira con sezione circolare pari a S percorsa da una corrente elettrica di intensità I è un magnete con un momento di dipolo magnetico di intensità I S.

### Magnetizzazione
La magnetizzazione di un corpo è il valore del suo momento magnetico per unità di volume, solitamente indicato con M e misurato in A/m. È un campo vettoriale (come il campo magnetico e a differenza del momento magnetico), poiché il suo valore varia al variare delle diverse sezioni del corpo. Una buona barra magnetica solitamente possiede un momento magnetico di circa 0,1 A·m² e quindi, supponendo un volume di 1 cm³ (ovvero 0,000001 m³), una magnetizzazione di 100 000 A/m. Il ferro può raggiungere anche il milione di A/m di magnetizzazione.

### I poli magnetici

Linee di forza del campo magnetico generato da una barra cilindrica; si può notare come esse escano dal polo nord ed entrino nel polo sud

Tutti i magneti hanno almeno due poli, possiedono cioè almeno un polo "nord" e un polo "sud"; il polo non è un'entità materiale, bensì un concetto utilizzato nella descrizione dei magneti.
Per comprenderne il significato, si può fare un esempio immaginando una fila di persone allineate e rivolte verso la medesima direzione; benché abbia un lato "frontale" e uno "posteriore", non c'è un luogo particolare della fila in cui si trovano solo i "lati frontali" delle persone o i loro "lati posteriori"; una persona ha di fronte a sé la schiena della persona davanti e dietro di sé un'altra persona rivolta in avanti. Se si divide la fila in due file più piccole, esse continueranno ad avere comunque un orientamento. Continuando a dividere le file, anche arrivando al singolo individuo si manifesta ancora lo stesso orientamento fronte/retro.
Lo stesso accade con i magneti: non c'è un'area all'interno del magnete in cui si trovano solo i poli nord o solo i poli sud; anche dividendo in due parti il magnete, entrambi i magneti risultanti avranno un polo nord e un polo sud. Anche questi magneti più piccoli possono essere suddivisi ulteriormente, ottenendo ancora dei magneti con un polo nord e un polo sud. Se si continua a dividere il magnete in parti sempre più piccole, a un certo punto queste parti saranno troppo piccole anche per mantenere un campo magnetico. Ciò non significa che sono diventati singoli poli, ma semplicemente che hanno perso la capacità di generare del magnetismo. Per alcuni materiali, si può arrivare al livello molecolare e osservare ancora un campo magnetico, con poli nord e sud (sono i "magneti molecolari"). Alcune teorie fisiche tuttavia prevedono l'esistenza di un monopolo magnetico nord e sud.
In termini del campo di induzione magnetica B, in un magnete permanente si ha che le linee di forza entrano dal polo sud ed escono dal polo nord. Allo stesso modo, in un solenoide percorso da corrente continua si possono identificare un polo nord e un polo sud.

### Polo nord e polo sud del campo magnetico

Schema rappresentante il campo magnetico terrestre (poli e linee di forza del campo magnetico)

Storicamente, i termini polo nord e polo sud di un magnete rispecchiano la consapevolezza delle interazioni tra esso e il campo geomagnetico: un magnete liberamente sospeso in aria si orienterà lungo la direzione nord-sud a causa dell'attrazione dei poli magnetici nord e sud della Terra; l'estremità del magnete che punta verso il polo nord geografico della Terra viene chiamato polo nord del magnete, mentre l'altra estremità sarà il polo sud del magnete.
L'odierno polo nord geografico della Terra non corrisponde però al suo polo sud magnetico; complicando ulteriormente lo scenario, si è scoperto che le rocce magnetizzate presenti nei fondali oceanici mostrano come il campo geomagnetico abbia invertito la propria polarità più volte nel passato. Fortunatamente, utilizzando un elettromagnete e la regola della mano destra, l'orientamento di un qualsiasi campo magnetico può essere definito senza doversi riferire al campo geomagnetico.
Per evitare ulteriori confusioni tra poli geografici e magnetici, questi ultimi vengono spesso indicati come "positivo" e "negativo" (dove il polo positivo è quello corrispondente al polo nord geografico).

## Materiali magnetici
Il termine "magnete" è in genere riservato a quegli oggetti che producono un proprio campo magnetico persistente anche in assenza di un campo magnetico esterno applicato. Solo alcune classi di materiali possono fare ciò, mentre la maggior parte produce un campo magnetico solo in risposta a un campo magnetico esterno; ci sono dunque diversi tipi di magnetismo, e tutti i materiali ne presentano una qualche forma. Il comportamento magnetico complessivo di un materiale può variare notevolmente a seconda della sua struttura, in particolare della sua configurazione elettronica. Sono state osservate diverse forme di comportamento magnetico nei diversi materiali:
- I materiali ferromagnetici sono quelli tradizionalmente considerati "magnetici": questi materiali sono infatti gli unici che possono mantenere la loro magnetizzazione e diventare calamite. I materiali ferrimagnetici, che comprendono la ferrite e la magnetite, sono simili ai precedenti ma con proprietà magnetiche più deboli.
- I materiali paramagnetici come il platino, l'alluminio e l'ossigeno sono debolmente attratti da un magnete: questo effetto è di centinaia di migliaia di volte più debole che nei materiali ferromagnetici, e si può rilevare solo mediante strumenti sensibili, o usando magneti estremamente forti. I ferrofluidi magnetici, anche se sono costituiti da minuscole particelle ferromagnetiche sospese in un liquido, sono a volte considerati paramagnetici, poiché non possono essere magnetizzati.
- I materiali diamagnetici vengono respinti da entrambi i poli di un campo magnetico; rispetto alle sostanze paramagnetiche e ferromagnetiche, le sostanze diamagnetiche come il carbonio, il rame, l'acqua e la plastica sono ancora più debolmente respinte da un magnete. La permeabilità dei materiali diamagnetici è inferiore alla permeabilità del vuoto. Tutte le sostanze che non possiedono uno degli altri tipi di magnetismo sono diamagnetiche, e questo include la maggior parte di esse. Anche se la forza su un oggetto diamagnetico provocata da un magnete ordinario è troppo debole per essere percepita, con un magnete superconduttore estremamente forte anche oggetti diamagnetici, come pezzi di piombo, possono essere fatti levitare a mezz'aria: i superconduttori infatti respingono i campi magnetici dal loro interno e sono fortemente diamagnetici.
- Vi sono infine altri tipi di materiali magnetici, come il vetro di spin e le sostanze superparamagnetiche.

## Origini fisiche del magnetismo

### Magneti permanenti

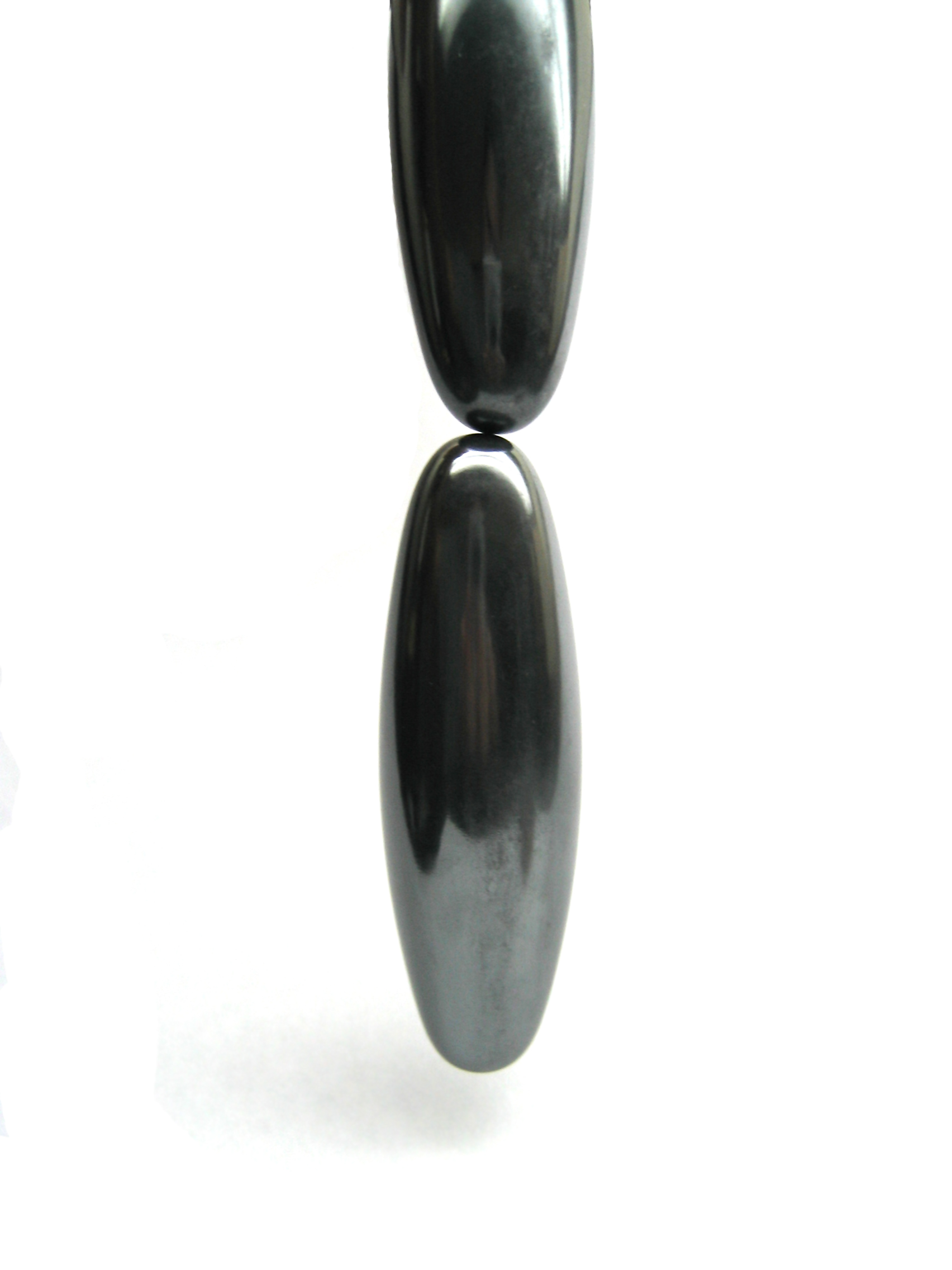
Magneti serrati a contatto dalla forza magnetica

Qualsiasi oggetto comune è composto da particelle come i protoni, i neutroni e gli elettroni; ciascuna di esse ha tra le sue proprietà quanto-meccaniche lo spin, che associa a queste particelle un campo magnetico. Da questo punto di vista, ci si aspetta che qualsiasi corpo materiale, essendo composto da innumerevoli particelle, possieda caratteri magnetici (persino le particelle di antimateria hanno proprietà magnetiche); l'esperienza quotidiana, tuttavia, smentisce questa affermazione.
All'interno di ogni atomo o molecola, le disposizioni di ogni spin seguono rigidamente il principio di esclusione di Pauli; comunque sia, nelle sostanze diamagnetiche non esiste un ordinamento "a lungo raggio" di questi spin, per cui non esiste un campo magnetico, dato che ogni momento magnetico di una particella è annullato da quello di un'altra.
Nei magneti permanenti, invece, questo ordinamento a lungo raggio esiste; il grado più elevato di ordinamento è quello presente nei cosiddetti domini magnetici: essi possono essere considerati come microscopiche regioni dove una forte interazione tra particelle, detta interazione di scambio, genera una situazione estremamente ordinata; più elevato è il grado di ordine del dominio, più forte risulterà il campo magnetico generato.
Un ordinamento a scale elevate (e quindi un forte campo magnetico) è una delle caratteristiche principali dei materiali ferromagnetici.
Uno stratagemma che si sfrutta per generare campi magnetici molto intensi è quello di orientare tutti i domini magnetici di un ferromagnete con un campo meno intenso, generato da un avvolgimento di materiale conduttore all'interno del quale è fatta passare una corrente elettrica: è l'elettromagnete.

#### Ruolo degli elettroni
Gli elettroni giocano un ruolo primario nella formazione del campo magnetico; in un atomo, gli elettroni si possono trovare sia singolarmente sia a coppie, all'interno di ciascun orbitale. Se sono in coppia, ciascun elettrone ha spin opposto rispetto all'altro (spin su e spin giù); dal momento che gli spin hanno direzione opposta, essi si annullano a vicenda: una coppia di elettroni non può dunque generare un campo magnetico.
In molti atomi, però, si trovano elettroni spaiati: tutti i materiali magnetici possiedono elettroni di questo tipo, ma non è detto che al contrario un atomo con elettroni spaiati sia ferromagnetico. Per poter essere ferromagnetico, gli elettroni spaiati del materiale devono anche interagire fra di loro a larghe scale, in modo da essere tutti orientati nella medesima direzione. La specifica configurazione elettronica degli atomi, così come la distanza tra ciascun atomo, è il principale fattore che guida questo ordinamento a lungo raggio. Se gli elettroni mostrano lo stesso orientamento, essi si trovano nello stato a minore energia.

### Elettromagneti
L'esempio più semplice di elettromagnete è quello di un filo conduttore avvolto a mo' di bobina una o più volte: questa configurazione prende il nome, rispettivamente, di spira o solenoide. Quando una corrente elettrica attraversa la bobina, quest'ultima genera un campo magnetico attorno a sé. L'orientamento del campo magnetico può essere determinato attraverso la regola della mano destra, mentre la sua intensità dipende da vari fattori: dal numero di spire si ricava la superficie dell'interazione, dalla densità di corrente elettrica l'attività; più spire sono presenti (o più grande è la densità di corrente), più elevato risulta il campo magnetico.
Se la bobina è vuota al suo interno, il campo generato è relativamente debole; vari materiali ferromagnetici o paramagnetici possono essere utilizzati per realizzare il nucleo di un elettromagnete: l'aggiunta del nucleo può far aumentare l'intensità del campo magnetico da 100 a 1000 volte.
A varie distanze dal magnete, l'intensità del campo magnetico osservato è inversamente proporzionale al cubo della distanza.
Se l'elettromagnete poggia su una lastra metallica, la forza necessaria a separare i due oggetti è tanto più grande quanto più le due superfici sono piatte e levigate: in questo caso infatti si ha un maggior numero di punti di contatto e minore è la riluttanza del circuito magnetico.
Gli elettromagneti trovano numerose applicazioni, dagli  escavatori e gru agli acceleratori di particelle, ai motori elettrici, alle macchine per l'imaging a risonanza magnetica. Vi sono anche macchinari più complessi dove non si utilizzano semplici dipoli magnetici, bensì quadrupoli magnetici, con lo scopo, per esempio, di concentrare i fasci di particelle. Un esempio è costituito dallo spettrometro di massa.
Recentemente campi di svariati milioni di tesla sono stati prodotti in solenoidi micrometrici nei quali veniva fatta passare una corrente di milioni di ampere, mediante scarica impulsiva di una batteria di condensatori. Le intense forze generate dalla scarica portavano il sistema a implodere in pochi millisecondi.

## Utilizzi dei magneti

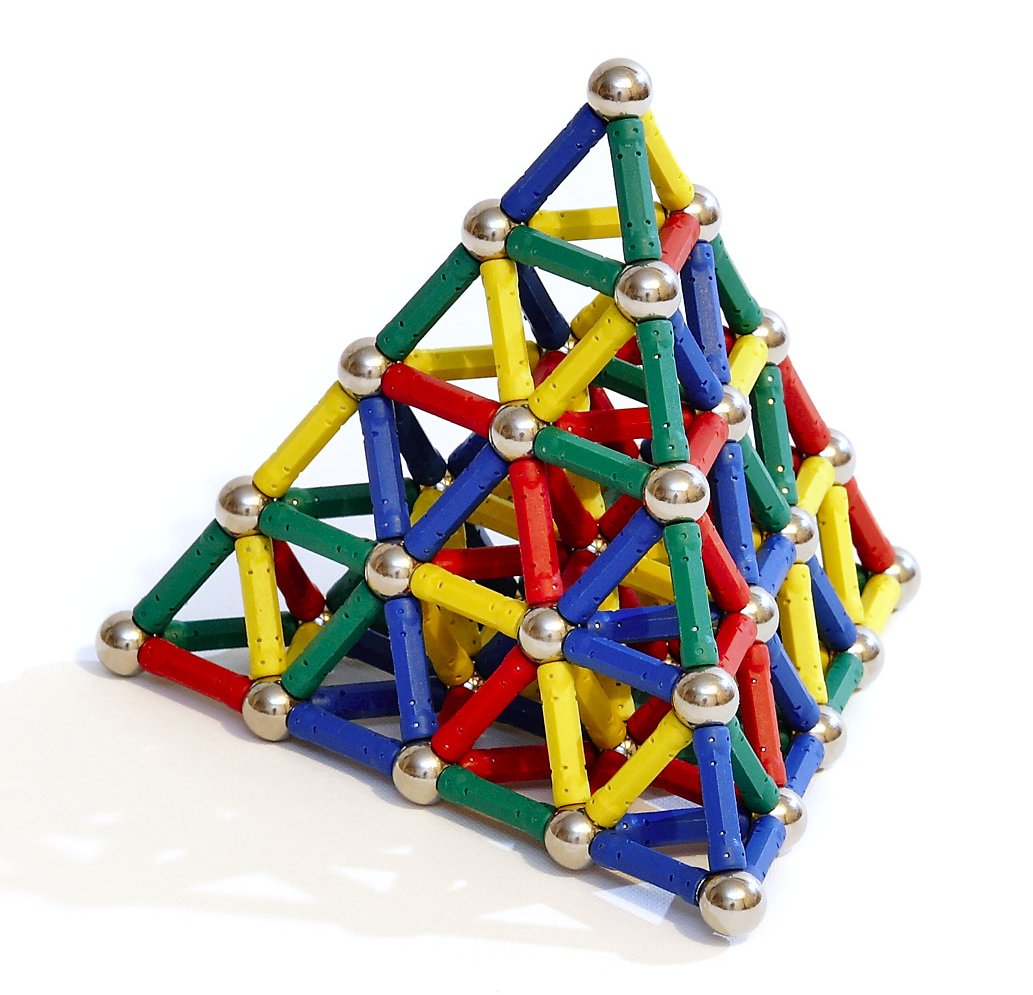
I magneti possono essere presenti anche nei giocattoli, come questi bastoncini magnetici collegati da piccole sfere di metallo

I magneti trovano applicazione in una vasta gamma di strumenti, tra i quali:
- Mezzi di registrazione magnetica: le comuni cassette VHS contengono una bobina di nastro magnetico e le informazioni visive e sonore vengono memorizzate nel rivestimento magnetico del nastro; anche le audio-cassette contengono un nastro magnetico. In maniera analoga, i floppy disk e gli hard disk registrano i dati su una sottile pellicola magnetica.
- Carte di credito, di debito e Bancomat: hanno tutte una banda magnetica, che contiene le informazioni necessarie per contattare il proprio istituto di credito.
- Televisori e monitor di computer: la maggior parte delle TV e degli schermi dei computer di tipo CRT, ormai in obsolescenza, dipendono in parte da un elettromagnete nella deflessione del flusso di elettroni responsabile della generazione dell'immagine (vedi la voce "Tubo catodico"). Gli odierni schermi al plasma e LCD sono invece legati a tecnologie del tutto differenti.
- Altoparlanti, fonorivelatori e microfoni: la maggior parte degli altoparlanti funziona grazie alla combinazione di un magnete permanente e di un elettromagnete, che convertono l'energia elettrica (il segnale) in energia meccanica (il suono); l'elettromagnete trasporta il segnale, il quale genera un campo magnetico che interagisce con quello generato dal magnete permanente, creando il suono. Le testine fonografiche o fonorivelatori sono in grado di leggere i solchi dei dischi in vinile tramite una puntina in diamante collegata a un cantilever metallico e a un apparato trasduttore costituito da un magnete permanente e da una bobina, come accade nelle tipologie più diffuse, a magnete mobile o a bobina mobile. I normali microfoni sono basati sugli stessi concetti, ma funzionano in maniera opposta: all'interno del microfono è posta una membrana collegata a una bobina, insieme con un magnete della stessa forma; quando un suono mette in vibrazione la membrana, lo stesso accade alla bobina che, muovendosi all'interno di un campo magnetico, genera una tensione elettrica (vedi la "legge di Lenz"); questa tensione è proprio il segnale elettrico utilizzato per trasmettere il suono.
- Motori elettrici e generatori: molti motori elettrici funzionano in maniera analoga agli altoparlanti (un magnete permanente e un elettromagnete convertono l'energia elettrica in energia meccanica). Un generatore è esattamente l'inverso: converte infatti l'energia meccanica in energia elettrica.
- Medicina: negli ospedali si utilizza l'Imaging a risonanza magnetica per individuare problemi negli organi dei pazienti senza l'impiego di metodi invasivi.
- Trasformatori: un trasformatore trasferisce la corrente elettrica attraverso due spire isolate elettricamente ma non magneticamente.
- Bussola: è costituita da un puntatore magnetizzato libero di allinearsi al campo magnetico terrestre.
- Treni a levitazione magnetica, o maglev.
- Acceleratori di particelle: essi utilizzano dei magneti per indirizzare i fasci di particelle sul percorso stabilito; i magneti vengono utilizzati anche per collimare i fasci sui bersagli.

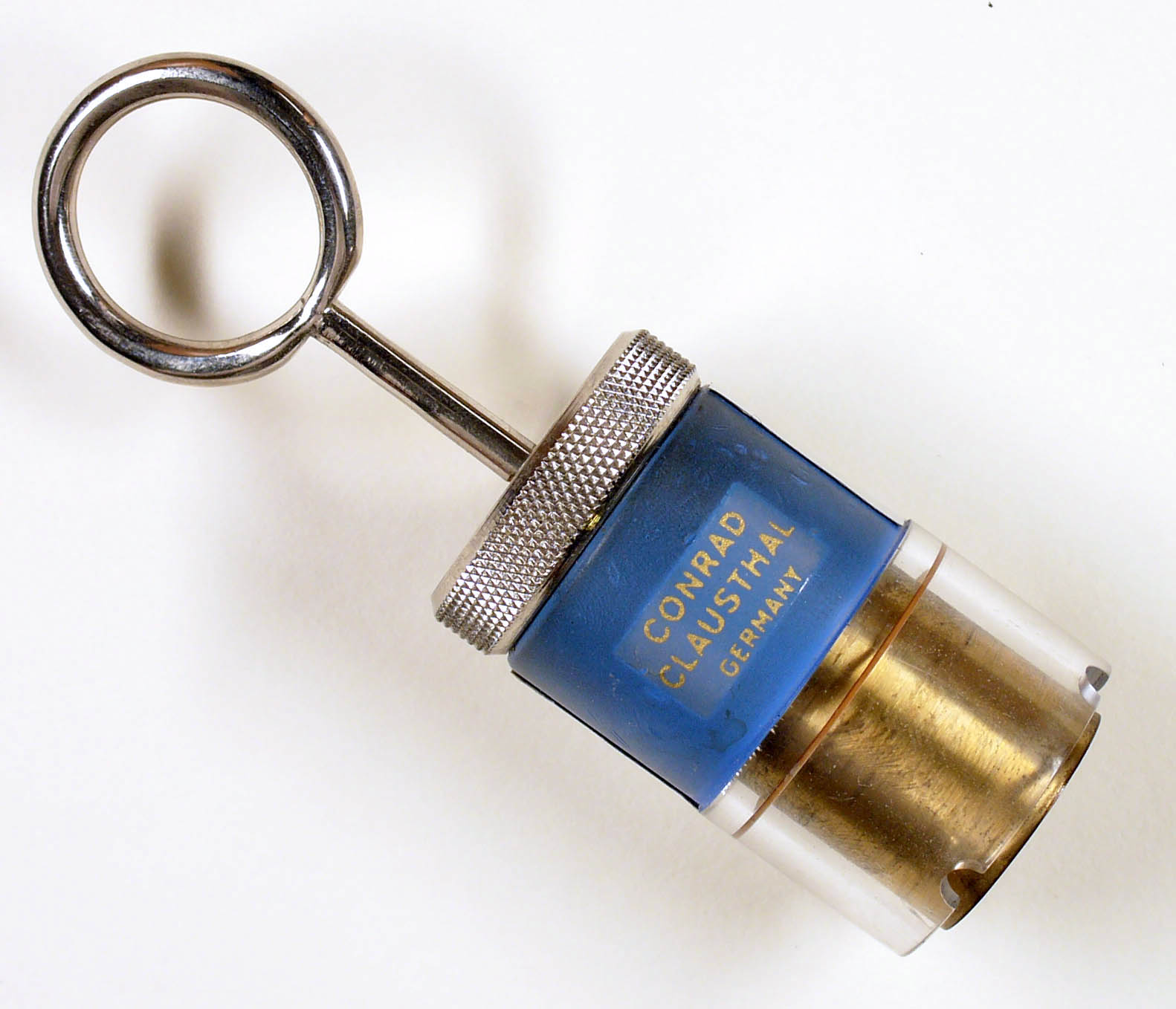
Separatore magnetico per minerali

- In campo artistico, 1 millimetro di patina magnetica è sovente usata per rivestire i dipinti e le fotografie, in modo da permettere l'aggiunta di superfici metalliche di vario genere.
- I magneti possono essere utilizzati nella gioielleria: collane e bracciali possono infatti avere una chiusura magnetica, o essere costituiti interamente da una serie concatenata di magneti e perline ferrose.
- I magneti possono essere usati per raccogliere altri oggetti magnetici (chiodi, punti metallici, graffette), che sono troppo piccoli, troppo difficili da raggiungere o troppo sottili per essere tenuti con le dita. Alcuni cacciaviti sono magnetizzati per questo scopo.
- I magneti possono essere utilizzati in operazioni di scarto e di recupero per separare i metalli magnetici (ferro, acciaio e nichel) da metalli non magnetici (alluminio, leghe di metalli non ferrosi, ecc.). La stessa idea è utilizzata nel cosiddetto "test del magnete", in cui la carrozzeria di un'automobile viene controllata con un magnete per rilevare le aree riparate con fibra di vetro o con stucco.
- Pietre dalla proprietà magnetiche vengono inoltre utilizzate da varie etnie afro-americane nelle pratiche magico-sciamaniche conosciute come riti hoodoo: queste pietre sono ritenute essere magicamente legate al nome di una persona e attraverso un rituale vengono cosparse di sabbia ferrosa che ne rivela il campo magnetico; una pietra può essere utilizzata per far avverare i desideri di una persona, due pietre per eseguire una fattura d'amore.
- I magneti vengono usati per la produzione di gadget e souvenir (per esempio calamite da frigo).

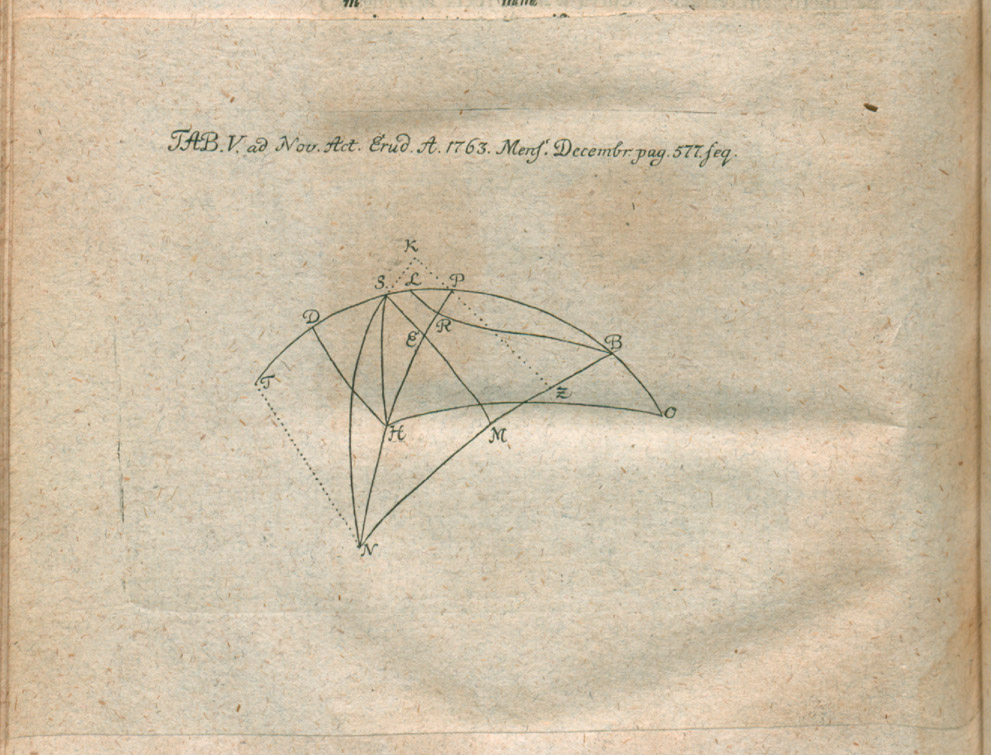
Illustrazione tratta dagli Acta Eruditorum del 1763 dove è pubblicata la recensione del volume De magnete libri quatuor di Giovanni Battista Scarella

- Stimolazione magnetica transcranica, tecnica non invasiva di cura neurologica.

## Come magnetizzare e smagnetizzare un corpo

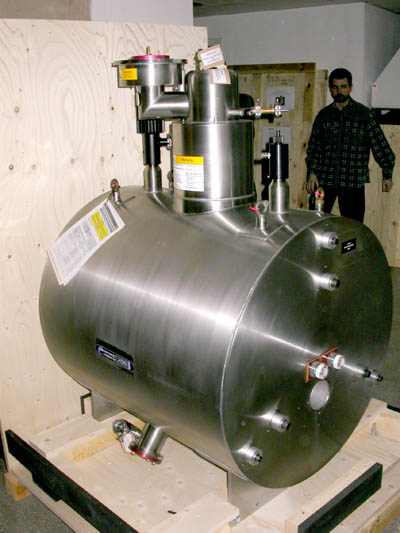
Elettromagnete superconduttore dello spettrometro di massa FT-ICR da 7 tesla

I materiali ferromagnetici possono essere magnetizzati in diversi modi:
- ponendo l'oggetto ferromagnetico all'interno di un campo magnetico, si possono notare tracce di magnetismo nel materiale; l'allineamento con il campo geomagnetico e la presenza di oscillazioni sono gli effetti di questo magnetismo residuo;
- mettendolo all'interno di un solenoide attraversato da corrente continua;
- strofinando ripetutamente e sempre nello stesso verso un magnete lungo un'estremità dell'oggetto da magnetizzare;
- nel caso particolare dell'acciaio, lo si può posizionare all'interno di un campo magnetico e quindi riscaldare fino ad alte temperature (il magnete deve essere orientato lungo la direzione dei poli magnetici della Terra). Il magnetismo risultante dell'acciaio non è particolarmente intenso, ma è comunque permanente.

Possono essere invece smagnetizzati con i seguenti procedimenti:
- riscaldandoli o raffreddandoli[1], l'aumento di temperatura porta a una perdita di magnetizzazione di intensità e durata variabile a seconda della temperatura raggiunta e al tipo di magnete[2][3], mentre solo alcuni magneti perdono la magnetizzazione a basse temperature;
  - Smagnetizzazione reversibile di bassa intensità, con raggiungimento di temperature leggermente oltre la temperatura massima o minima d'esercizio, al ripristino della temperatura di regime il magnete riassume le sue caratteristiche;
  - Smagnetizzazione duratura e ripristinabile, con raggiungimento di temperature ben oltre la temperatura d'esercizio, ma al di sotto dei limiti del punto di Curie, il magnete perde parte della sua magnetizzazione in modo costante anche al ripristino della temperatura d'esercizio, ma è possibile ripristinare la magnetizzazione con un trattamento di magnetizzazione;
  - Smagnetizzazione permanente e irreversibile, tramite riscaldamento fino al loro punto di Curie, distruggendo il loro ordinamento a lungo raggio e successivamente raffreddandoli in assenza di campo;
- strofinandoli con un altro magnete in direzioni casuali (ciò non è particolarmente efficace in presenza di materiali con un elevato grado di magnetismo);
- rompendo il magnete, in modo da ridurre il loro ordinamento intrinseco;
- ponendo il magnete in un solenoide percorso da una corrente alternata a intensità gradualmente decrescente.

In un elettromagnete contenente un nucleo di ferro, interrompere il flusso di corrente significa eliminare la maggior parte del campo magnetico (permangono dei deboli effetti magnetici dovuti al fenomeno dell'isteresi).

## Tipi di magneti permanenti

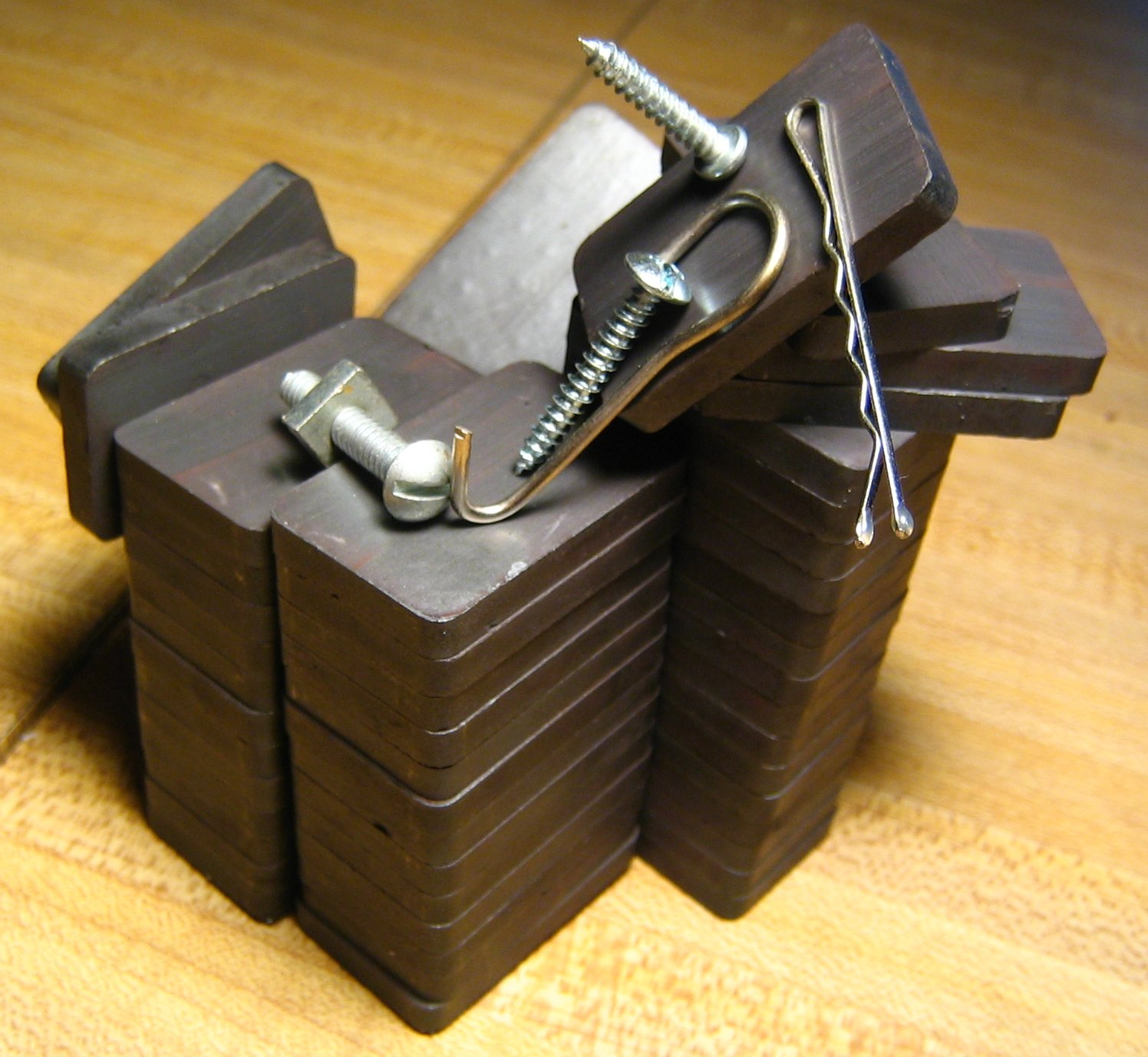
Una pila di magneti

### Magneti metallici
Molti materiali hanno coppie di elettroni con spin spaiati, e la maggior parte di essi è paramagnetica. Se i due elettroni interagiscono fra loro in modo tale che i loro spin si allineano spontaneamente, tali materiali divengono ferromagnetici (o semplicemente "magnetici"). A seconda della struttura atomica dei cristalli da cui sono formati, molti metalli sono già ferromagnetici quando sono ancora minerali, per esempio minerali del ferro (la magnetite), del cobalto, del nichel o anche di terre rare come il gadolinio o il disprosio. Questi magneti naturali sono stati ovviamente i primi a essere utilizzati per le loro proprietà magnetiche, seguiti da altri di fabbricazione artificiale, come ad esempio il boro, un materiale molto magnetico utilizzato per i flap degli aerei, permettendo un volo comodo e agevole.

### Magneti compositi
- Ceramici: i magneti ceramici sono una lega composita di polvere di ossido di ferro e ceramica di carbonato di bario (o carbonato di stronzio). A causa del basso costo di tali materiali e delle tecniche di realizzazione, questo tipo di magnete può essere prodotto in grande quantità e venduto a prezzo contenuto. I magneti ceramici sono immuni alla corrosione, ma possono essere molto fragili.
- AlNiCo: i magneti AlNiCo sono ottenuti dalla fusione o dalla sinterizzazione di alluminio, nichel e cobalto con del ferro, più eventualmente altri elementi aggiunti per aumentare le proprietà magnetiche. La sinterizzazione dona al magnete delle proprietà meccaniche superiori, mentre la fusione conferisce delle maggiori proprietà magnetiche. Questi magneti sono resistenti alla corrosione e anche se sono più versatili dei magneti ceramici, lo sono comunque meno rispetto ai magneti metallici.
- TiCoNiAl: i magneti TiCoNiAl sono costituiti da una lega di titanio, cobalto, nichel, alluminio (in simboli chimici Ti, Co, Ni e Al) da cui il nome, insieme al ferro e ad altri elementi. Sono stati sviluppati dalla Philips per la produzione di altoparlanti.
- Stampati a iniezione: i magneti stampati a iniezione sono costituiti da una miscela di resine e polveri magnetiche, e possono essere stampati nelle forme e dimensioni più diverse. Le loro proprietà meccaniche e magnetiche dipendono ovviamente dai vari tipi di materiali utilizzati, anche se in generale le prime possono essere ricondotte a quelle dei materiali plastici e le seconde sono inferiori a quelle dei magneti metallici.
- Flessibili: i magneti flessibili sono molto simili a quelli stampati a iniezione: sono ottenuti infatti da una miscela di resine o leganti, come il vinile. Non possiedono elevate proprietà magnetiche, ma, come suggerisce il nome, hanno ottime proprietà meccaniche.

### Con terre rare
Gli elementi chimici chiamati terre rare (ovvero i lantanidi) hanno il livello elettronico f (che può ospitare fino a 14 elettroni) riempito solo in parte. Lo spin degli elettroni di questo livello si può facilmente allineare in presenza di forti campi magnetici, e perciò è proprio in queste situazioni che vengono utilizzati i magneti costituiti da terre rare. Le varietà più comuni di questi magneti sono i magneti samario-cobalto e i magneti neodimio-ferro-boro.

### Molecolari (SMM)
Negli anni novanta si scoprì come certi tipi di molecole contenenti ioni metallici paramagnetici fossero capaci di conservare il proprio momento magnetico anche a temperature estremamente basse. Tale meccanismo è differente da quello utilizzato dai magneti convenzionali e teoricamente risulta anche più efficiente. Le ricerche che interessano questi magneti molecolari, o SMM ("single-molecule magnet") sono tuttora in corso.
Molti SMM contengono manganese, mentre in altri si trovano anche il vanadio, il ferro, il nichel e il cobalto.

### Magneti organici
Il primo materiale organico, magnetico a temperatura ambiente, è stato ottenuto in diclorometano, dalla reazione del dibenzene-vanadio con tetracianoetilene (TCNE) e si presenta come un materiale nero, amorfo, di composizione V(TCNE)2 ½CH2Cl2, magnetico sino alla temperatura di decomposizione a 77 °C. Così ottenuto risulta poco stabile, mentre ottenuto dalla fase gassosa di TCNE e V(CO)6 (vanadio esacarbonile) e condensato direttamente su supporti, rigidi o flessibili, forma film magnetici abbastanza stabili all'aria.

## Forze magnetiche
Calcolare la forza di attrazione o repulsione tra due magneti è, in generale, un'operazione estremamente complessa, che dipende dalla forma, dal grado di magnetizzazione, dall'orientamento e dalla distanza dei due magneti.
- Forza tra due monopoli

La forza esistente tra due monopoli magnetici è espressa dalla seguente formula:
{\displaystyle F={{\mu m_{1}m_{2}} \over {4\pi r^{2}}}}
dove
F è la forza (unità SI: newton)
m è la forza del polo (in ampere · metri)
μ è la permeabilità magnetica del mezzo (in henry su metro)
r è la distanza tra i due monopoli (in metri).
Questa equazione non descrive una situazione finora osservabile; è tuttavia l'esempio più semplice di calcolo della forza magnetica.
- Forza magnetica tra due superfici vicine

{\displaystyle F={\frac {AB^{2}}{2\mu _{0}}}}
dove
A è l'area di ciascuna superficie, in m2;
B è la densità del flusso magnetico tra esse, in tesla;
{\displaystyle \mu _{0}} è la costante di permeabilità magnetica del vuoto, pari a {\displaystyle 4\pi } x 10-7 tesla·metri/ampere.
- Forza tra due barre magnetiche

La forza che si instaura tra due barre magnetiche cilindriche e identiche è pari a:
{\displaystyle F=\left[{\frac {B_{0}^{2}A^{2}\left(L^{2}+R^{2}\right)}{\pi \mu _{0}L^{2}}}\right]\left[{\frac {1}{x^{2}}}+{\frac {1}{(x+2L)^{2}}}-{\frac {2}{(x+L)^{2}}}\right]}
dove
B0 è la densità del flusso magnetico misurato in ogni polo, in tesla;
A è la superficie di ogni polo, in m2;
L è la lunghezza di ciascun magnete, in metri;
R è il raggio di ciascun magnete, in metri;
x è la distanza tra i due magneti, sempre in metri.
L'equazione seguente lega invece la densità del flusso magnetico in un polo alla magnetizzazione:
{\displaystyle B_{0}\,=\,{\frac {\mu _{0}}{2}}M}
- Forza tra due magneti cilindrici

Nel caso di magneti cilindrici con raggio {\displaystyle R} e altezza {\displaystyle t}, con i poli allineati, la forza che si instaura tra di loro può essere ben approssimata (solo per distanze paragonabili a {\displaystyle t}) dalla seguente equazione:
{\displaystyle F(x)={\frac {\pi \mu _{0}}{4}}M^{2}R^{4}\left[{\frac {1}{x^{2}}}+{\frac {1}{(x+2t)^{2}}}-{\frac {2}{(x+t)^{2}}}\right]}
dove {\displaystyle M} è la magnetizzazione dei magneti e {\displaystyle x} la distanza tra essi. In questo caso, la legge che lega il flusso {\displaystyle B_{0}} alla magnetizzazione {\displaystyle M} è:
{\displaystyle B_{0}=\mu _{0}M}
L'effettivo dipolo magnetico può essere scritto come:
{\displaystyle m=MV}
dove {\displaystyle V} è il volume del magnete; per un cilindro, esso è pari a {\displaystyle V=\pi R^{2}t}.
Se {\displaystyle t<<x}, si ottiente una formula approssimata:
{\displaystyle F(x)={\frac {3\pi \mu _{0}}{2}}M^{2}R^{4}t^{2}{\frac {1}{x^{4}}}={\frac {3\mu _{0}}{2\pi }}M^{2}V^{2}{\frac {1}{x^{4}}}={\frac {3\mu _{0}}{2\pi }}m_{1}m_{2}{\frac {1}{x^{4}}}}
che ricorda quella già incontrata in precedenza del caso dei due monopoli.